# Kunststoffvergasung
Die Kunststoffvergasung beruht auf dem chemisch-physikalischen Prozess des Vergasens. Es werden Teile von festen und flüssigen Medien in ein oder mehrere gasförmige Medien überführt.
In der Vergangenheit wurden insbesondere im deutschsprachigen Raum Holzvergaser zur Gaserzeugung genutzt und beispielsweise mit Ottomotoren kombiniert. Die Nutzung von mittels Biomassevergasung erzeugten Gases zur dezentralen und zentralen Stromerzeugung und Wärmenutzung ist seit einigen Jahren zunehmend vertreten.
Die Kunststoffvergasung ist ein Standbein des chemischen Recycelns und kann helfen offene Stoffkreisläufe zu schließen.

## Verfahren
Kunststoffabfälle werden mit ähnlichen Verfahren wie die zur Vergasung von Kohle oder Biomasse vergast. Schwierigkeiten bei der Verarbeitung bereitet die oft hohe Viskosität geschmolzener Kunststoffe. Die Verweilzeit der Kunststoffe muss lang genug sein, um das Cracken der entstehenden Teerfraktion zu ermöglichen.
Um saure Reaktionsprodukte zu binden, wird Kalk zugemischt. Ein möglicher Reaktortyp ist das Reaktionswanderbett, wobei der Kunststoff aufgrund der eigenen Schwerkraft durch den Reaktor strömt. In der sogenannten Pyrolysezone findet die thermische Spaltung der Kunststoffe statt. Dabei entstehen Pyrolysegas und Pyrolysekoks als Reaktionsprodukte. Diese strömen zusammen weiter nach unten in die Oxidationszone (Gleichstromvergaser). In der Oxidationszone erfolgt die Umwandlung der Pyrolyseprodukte durch Zufuhr von Sauerstoff. Dabei findet mit der Luft und den brennbaren Reaktionspartnern eine Teilverbrennung statt, die für die Erzeugung der Reaktionstemperatur von über 1200 °C in der Oxidationszone sorgt. Man spricht hier auch von einem autothermen (energieautarken) Prozess. Die Brennstoffe werden bei einem Temperaturniveau von 1200 bis 1400 °C in Gegenwart von Kalk zur Bindung der Störstoffe in Gas umgewandelt. Dabei werden Schadstoffe in der Asche aufkonzentriert und unschädlich aus dem Prozess ausgeschleust.

### Pyrolyse-Zone
In der Pyrolysezone werden die Brennstoffe pyrolysiert, d. h., sie werden durch thermische Energie gespalten. Diese gelangt durch Abstrahlung der Oxidationszone nach oben. Das Ganze geschieht unter Ausschluss von Luft und Sauerstoff. Es entsteht Pyrolysegas. Der feste Rest der Pyrolyse wird als Pyrolysekoks bezeichnet. Das Gas besteht hauptsächlich aus langkettigen Kohlenwasserstoffen, Stickoxiden und Kohlenstoffoxiden.

### Oxidationszone
In der Oxidationszone wird das Oxidationsmittel oder -gemisch (Luft, Sauerstoff, Dampf) kontrolliert eingebracht. Durch die Anwesenheit oxidierender Gase kommt es zur Teilverbrennung der Pyrolyseprodukte und die Energie für ablaufende endotherme Prozesse wie zum Beispiel die thermische Spaltung (Pyrolysezone) wird freigesetzt. Hier herrschen Temperaturen zwischen 1200 und 1400 °C. Es entsteht Synthesegas. Die hohen Temperaturen stellen sicher, dass alle langkettigen Bestandteile der Pyrolyseprodukte vollständig aufgespalten werden und keine Teere und Öle im Synthesegas vorzufinden sind. Die wesentlichen Bestandteile sind hier Kohlenstoffmonoxid, Kohlenstoffdioxid, Methan und Wasserstoff (evtl. Stickstoff).

### Reduktionszone
Nach der Oxidation erfolgt die Reduktion. In dieser Zone herrschen Temperaturen von 700–800 °C. Hier laufen weitere exo- und endotherme Prozesse ab. Die wesentlichen sind hier die Bouduard-Reaktion sowie die homogene und die heterogene Wasserdampfreaktion. Die Gasqualität verändert sich hier nicht mehr wesentlich. Am Ende der Reduktionszone strömt das Synthesegas zusammen mit dem Koks aus dem Reaktor und wird weiterbehandelt.

### Synthesegasnutzung
Synthesegas dient zum Beispiel als Rohstoff für chemische Synthesen wie z. B. die Methanolsynthese, Ammoniaksynthese, Oxosynthese oder Fischer-Tropsch-Synthese.
Für bestimmte Anwendungen ist der im Synthesegas befindliche Stickstoff (Eintrag aus der Prozessluft) störend. In diesem Fall erlaubt der Prozess den Einsatz von technischem Sauerstoff als Ersatz für Luft. Um das gesteigerte Oxidationspotential abzufangen, wird das Vergasungsgemisch mit Dampf beaufschlagt. Die Synthesegaszusammensetzung ändert sich dann zu einem Brenngasanteil von bis zu 80 %. Einsatzgebiete wären hier bspw. die Reduktion von Roheisen in der Stahlerzeugung. Für eine Bereitstellung von Strom und Wärme wie etwa an Industrieanlagen, Recyclingfirmen und Wärmenetzen wird das erzeugte Synthesegas in einem Blockheizkraftwerk verstromt.

## Einsatzmaterialien
Bei einigen Materialströmen kann eine zusätzliche Aufbereitung notwendig sein, um das spezifische Gewicht zu erhöhen. Neben dem Einsatz Kunststoff wird zusätzlich hochfeines Kalkhydrat Ca(OH)2 zudosiert. Kalk dient als Katalysator und bindet Schadstoffe.
Die zum Teil mit Halogenen wie Chlor, Brom und Fluor oder Schwermetallen z. B. Blei, Eisen, Cobalt, Nickel, Kupfer und Zink belasteten Kunststoffabfallfraktionen setzen bei der Vergasung diese Elemente als Ionen frei. Insbesondere Halogene neigen dazu saure Gase wie Chlorwasserstoff, Bromwasserstoff und Fluorwasserstoff zu bilden. Diese wandeln sich in Verbrennungsprozessen zu polyhalogenierten Dioxinen und Furanen um, besser bekannt als Sevesogift. Durch den Einsatz von Kalkhydrat werden die Halogenid-Ionen abgefangen, gebunden und als ungefährliche Salzverbindung ausgeschleust.
1. {\displaystyle {\ce {Ca^2+ + 2 Cl^- ->CaCl2}}}
2. {\displaystyle {\ce {Ca^2+ + 2 Br^- ->CaBr2}}}
3. {\displaystyle {\ce {Ca^2+ + 2 F^- ->CaF2}}}

2,3,7,8-Tetrachlordibenzodioxin als Vertreter der polychlorierten Dibenzodioxine

Die Schwermetalle verbleiben ebenfalls im Reststoffgemisch der Vergasung.